# Manchester United Football Club 2011-2012
Questa pagina raccoglie i dati riguardanti il Manchester United Football Club nelle competizioni ufficiali della stagione 2011-2012.

## Stagione
Essendosi aggiudicati lo scorso campionato inglese, la stagione 2011-2012 del Manchester United si avvia con la partecipazione alla Community Shield, conquistata dopo un'incredibile rimonta nel secondo tempo per 3-2 contro i nemici di sempre del Manchester City e vincitori della FA Cup della passata stagione.
La FA Premier League si apre nel migliore dei modi per i Red Devils con cinque vittorie consecutive nelle prime cinque giornate contro il West Bromwich (2-1), il Tottenham (3-0), l'Arsenal (8-2), il Bolton (5-0) e il Chelsea (3-1): le prime partite stagionali prive di vittoria per lo United arrivano alla sesta e all'ottava giornata contro lo Stoke City (1-1) e il Liverpool (1-1), intervallate da un trionfo alla settima contro il neo-promosso Norwich City (2-0). Ma la prima sconfitta stagionale per i Red Devils e la partita casalinga più umiliante dal 1955 è il derby di Manchester contro il City, vittorioso per ben 6-1 all'Old Trafford. Nonostante ciò, gli uomini di Alex Ferguson si riprendono subito con una vittoria esterna a Liverpool, con l'Everton (1-0).
L'ennesima vittoria stagionale dei Red Devils arriva all'esordio nel terzo turno di Carling Cup in casa del Leeds Utd (3-0), vittoria che gli permette di approdare agli ottavi di finale dove affrontano e sconfiggono l'Aldershot Town (3-0). Ai quarti incontrano, all'Old Trafford, il Crystal Palace venendo sconfitti, al termine dei tempi supplementari, per 2-1.
Essendo campione d'Inghilterra, il Manchester United accede direttamente alla fase a gironi di UEFA Champions League, venendo sorteggiato assieme a Benfica, Basilea e Oțelul Galați. Conclude il girone in terza posizione, non raggiungendo la fase finale per la terza volta nella sua storia, e viene inserita nei sedicesimi di finale dell'Europa League dove eliminano l'Ajax con una vittoria esterna (0-2) e una sconfitta tra le mura amiche (2-3). Ai quarti di finale incontrano l'Athletic Bilbao. Contro la formazione basca, guidata da Marcelo Bielsa, i Red Devils subiscono una doppia sconfitta: dapprima all'Old Trafford per 2-3, poi al San Mamés per 2-1, uscendo definitivamente di scena dal palcoscenico europeo.

## Maglie e sponsor
Lo sponsor ufficiale è, per la seconda stagione di fila, Aon Corporation mentre viene confermato Nike sull'abbigliamento tecnico.
| Casa | Trasferta | Terza |

## Rosa
Dati aggiornati al gennaio 2012.
| N. |                             | Ruolo | Calciatore                |
| -- | --------------------------- | ----- | ------------------------- |
| 1  | Spagna (bandiera)           | P     | David de Gea              |
| 3  | Francia (bandiera)          | D     | Patrice Evra              |
| 4  | Inghilterra (bandiera)      | D     | Phil Jones                |
| 5  | Inghilterra (bandiera)      | D     | Rio Ferdinand             |
| 6  | Irlanda del Nord (bandiera) | D     | Jonny Evans               |
| 7  | Inghilterra (bandiera)      | A     | Michael Owen              |
| 8  | Brasile (bandiera)          | C     | Anderson                  |
| 9  | Bulgaria (bandiera)         | A     | Dimităr Berbatov          |
| 10 | Inghilterra (bandiera)      | A     | Wayne Rooney              |
| 11 | Galles (bandiera)           | C     | Ryan Giggs (vicecapitano) |
| 12 | Inghilterra (bandiera)      | D     | Chris Smalling            |
| 13 | Corea del Sud (bandiera)    | C     | Park Ji-sung              |
| 14 | Messico (bandiera)          | A     | Javier Hernández          |
| 15 | Serbia (bandiera)           | D     | Nemanja Vidić (capitano)  |
| 16 | Inghilterra (bandiera)      | C     | Michael Carrick           |
| 17 | Portogallo (bandiera)       | C     | Nani                      |

| N. |                        | Ruolo | Calciatore        |
| -- | ---------------------- | ----- | ----------------- |
| 18 | Inghilterra (bandiera) | C     | Ashley Young      |
| 19 | Inghilterra (bandiera) | A     | Danny Welbeck     |
| 20 | Brasile (bandiera)     | D     | Fábio             |
| 21 | Brasile (bandiera)     | D     | Rafael            |
| 22 | Inghilterra (bandiera) | C     | Paul Scholes      |
| 23 | Inghilterra (bandiera) | C     | Tom Cleverley     |
| 24 | Scozia (bandiera)      | C     | Darren Fletcher   |
| 25 | Ecuador (bandiera)     | C     | Antonio Valencia  |
| 27 | Italia (bandiera)      | A     | Federico Macheda  |
| 28 | Irlanda (bandiera)     | C     | Darron Gibson     |
| 29 | Polonia (bandiera)     | P     | Tomasz Kuszczak   |
| 32 | Senegal (bandiera)     | A     | Mame Biram Diouf  |
| 34 | Danimarca (bandiera)   | P     | Anders Lindegaard |
| 40 | Inghilterra (bandiera) | P     | Ben Amos          |
| 48 | Inghilterra (bandiera) | C     | William Keane     |
| 49 | Inghilterra (bandiera) | C     | Ravel Morrison    |

## Calciomercato

### Sessione estiva(dall'1/7 all'1/9)
Le partenze per la squadra di Manchester sono segnate dall'addio al calcio di due facenti la storia del club e del ruolo da loro ricoperto: l'ormai quarantenne portiere olandese Edwin van der Sar e il centrocampista inglese Paul Scholes, dopo più di vent'anni d'attività per ognuno. Parte per il Sunderland a una cifra di 4 milioni e mezzo di euro anche un altro giocatore fondamentale negli ultimi anni alla rosa dei Red Devils, il difensore John O'Shea. Gli addii di questi storici e importanti elementi della squadra non hanno fatto tardare l'arrivo di rimpiazzi come il giovane portiere spagnolo David de Gea dell'Atlético Madrid, acquistato per 20 milioni, il difensore Phil Jones dal Blackburn Rovers a poco più di 19 milioni e il centrocampista offensivo dell'Aston Villa Ashley Young, pagato 18 milioni di euro.
Durante la sessione di mercato invernale, tuttavia, a fronte soprattutto di una crisi di infortuni a centrocampo, il tecnico Ferguson decide di richiamare all’azione Paul Scholes, che darà comunque il suo apporto nella corsa al titolo e resterà nei ranghi della squadra anche nella stagione successiva.
| Acquisti | Acquisti         | Acquisti         | Acquisti                |
| R.       | Nome             | da               | Modalità                |
| -------- | ---------------- | ---------------- | ----------------------- |
| P        | Ben Amos         | Oldham Athletic  | fine prestito           |
| P        | David de Gea     | Atlético Madrid  | definitivo (20 mln €)   |
| D        | Phil Jones       | Blackburn Rovers | definitivo (19,3 mln €) |
| C        | Ashley Young     | Aston Villa      | definitivo (18 mln €)   |
| C        | Tom Cleverley    | Wigan            | fine prestito           |
| A        | Danny Welbeck    | Sunderland       | fine prestito           |
| A        | Federico Macheda | Sampdoria        | fine prestito           |
| A        | Mame Biram Diouf | Blackburn Rovers | fine prestito           |

| Cessioni | Cessioni          | Cessioni            | Cessioni                |
| R.       | Nome              | a                   | Modalità                |
| -------- | ----------------- | ------------------- | ----------------------- |
| P        | Edwin van der Sar |                     | fine carriera           |
| P        | Conor Devlin      |                     | svincolato              |
| D        | Oliver Gill       |                     | svincolato              |
| P        | Sam Johnstone     | Scunthorpe Utd      | prestito                |
| D        | Ritchie De Laet   | Norwich City        | prestito                |
| D        | Scott Wootton     | Peterborough Utd    | prestito                |
| D        | Reece Brown       | Doncaster           | prestito                |
| D        | Wes Brown         | Sunderland          | definitivo (1,5 mln €)  |
| D        | John O'Shea       | Sunderland          | definitivo (4,5 mln €)  |
| D        | Joe Dudgeon       | Hull City           | definitivo (95.000 €)   |
| D        | Corry Evans       | Hull City           | definitivo (0,57 mln €) |
| C        | Owen Hargreaves   |                     | svincolato              |
| C        | Robert Brady      | Hull City           | prestito                |
| C        | Ryan Tunnicliffe  | Peterborough Utd    | prestito                |
| C        | Danny Drinkwater  | Barnsley            | prestito                |
| C        | Oliver Norwood    | Scunthorpe Utd      | prestito                |
| C        | Paul Scholes      |                     | fine carriera           |
| C        | Owen Hargreaves   | Manchester City     | svincolato              |
| A        | Bebé              | Beşiktaş            | prestito (1 mln €)      |
| A        | Joshua King       | Borussia M'gladbach | prestito (0,1 mln €)    |
| A        | Nicky Ajose       | Peterborough Utd    | definitivo (0,34 mln €) |
| A        | Gabriel Obertan   | Newcastle Utd       | definitivo (3,4 mln €)  |

## Risultati

### Community Shield
| Arbitro: | Phil Dowd |

|                         |           |                              |
| Lescott 38’ Džeko 45+1’ | Marcatori | 52’ Smalling 58’, 90+4’ Nani |

### Premier League

#### Girone di andata
| Arbitro: | Mike Jones |

|          |           |                      |
| Long 37’ | Marcatori | 13’ Rooney 81’ Young |

| Arbitro: | Lee Probert |

|                                     |           |  |
| Welbeck 61’ Anderson 76’ Rooney 87’ | Marcatori |  |

| Arbitro: | Howard Webb |

|                                                                          |           |                            |
| Welbeck 22’ Young 28’, 90’ Rooney 42’, 64’, 82’ (rig.) Nani 67’ Park 90’ | Marcatori | 45’ Walcott 74’ van Persie |

| Arbitro: | Andre Marriner |

|  |           |                                        |
|  | Marcatori | 5’, 58’ Hernández 20’, 25’, 68’ Rooney |

| Arbitro: | Phil Dowd |

|                                 |           |            |
| Smalling 8’ Nani 37’ Rooney 45’ | Marcatori | 46’ Torres |

| Arbitro: | Peter Walton |

|            |           |          |
| Crouch 52’ | Marcatori | 27’ Nani |

| Arbitro: | Stuart Attwell |

|                          |           |  |
| Anderson 68’ Welbeck 87’ | Marcatori |  |

| Arbitro: | Andre Marriner |

|             |           |               |
| Gerrard 68’ | Marcatori | 81’ Hernández |

| Arbitro: | Mark Clattenburg |

|              |           |                                                            |
| Fletcher 81’ | Marcatori | 22’, 60’ Balotelli 69’ Agüero 90’, 90+3’ Džeko 90+1’ Silva |

| Arbitro: | Mark Halsey |

|  |           |               |
|  | Marcatori | 19’ Hernández |

| Arbitro: | Lee Mason |

|                    |           |  |
| Brown 45+1’ (aut.) | Marcatori |  |

| Arbitro: | Mike Dean |

|  |           |               |
|  | Marcatori | 11’ Hernández |

| Arbitro: | Phil Dowd |

|               |           |               |
| Hernández 49’ | Marcatori | 64’ (rig.) Ba |

| Arbitro: | Lee Probert |

|  |           |           |
|  | Marcatori | 20’ Jones |

| Arbitro: | Michael Oliver |

|                               |           |              |
| Nani 17’, 56’ Rooney 27’, 62’ | Marcatori | 47’ Fletcher |

| Arbitro: | Howard Webb |

|  |           |                       |
|  | Marcatori | 1’ Rooney 56’ Carrick |

| Arbitro: | Mark Halsey |

|  |           |                                                       |
|  | Marcatori | 5’ Welbeck 28’ Nani 43’ Giggs 88’ Rooney 90’ Berbatov |

| Arbitro: | Phil Dowd |

|                                             |           |  |
| Park 8’ Berbatov 41’, 58’, 78’ Valencia 75’ | Marcatori |  |

| Arbitro: | Mike Dean |

|                   |           |                                   |
| Berbatov 52’, 62’ | Marcatori | 16’ (rig.), 51’ Yakubu 80’ Hanley |

#### Girone di ritorno
| Arbitro: | Howard Webb |

|                                    |           |  |
| Ba 33’ Cabaye 47’ Jones 90’ (aut.) | Marcatori |  |

| Arbitro: | Peter Walton |

|                                       |           |  |
| Scholes 45+1’ Welbeck 74’ Carrick 83’ | Marcatori |  |

| Arbitro: | Mike Dean |

|                |           |                            |
| van Persie 71’ | Marcatori | 45+1’ Valencia 81’ Welbeck |

| Arbitro: | Mike Jones |

|                                          |           |  |
| Hernández 38’ (rig.) Berbatov 53’ (rig.) | Marcatori |  |

| Arbitro: | Howard Webb |

|                                          |           |                                             |
| Evans 38’ (aut.) Mata 46’ David Luiz 50’ | Marcatori | 58’ (rig.), 69’ (rig.) Rooney 84’ Hernández |

| Arbitro: | Phil Dowd |

|                 |           |            |
| Rooney 47’, 50’ | Marcatori | 80’ Suárez |

| Arbitro: | Andre Marriner |

|          |           |                        |
| Holt 83’ | Marcatori | 7’ Scholes 90+2’ Giggs |

| Arbitro: | Martin Atkinson |

|           |           |                           |
| Defoe 87’ | Marcatori | 45’ Rooney 60’, 69’ Young |

| Arbitro: | Lee Probert |

|                        |           |  |
| Rooney 35’, 71’ (rig.) | Marcatori |  |

| Arbitro: | Antony Taylor |

|  |           |                                                         |
|  | Marcatori | 21’ Evans 43’ Valencia 45+1’ Welbeck 56’, 61’ Hernández |

| Arbitro: | Michael Oliver |

|            |           |  |
| Rooney 42’ | Marcatori |  |

| Arbitro: | Howard Webb |

|  |           |                        |
|  | Marcatori | 81’ Valencia 86’ Young |

| Arbitro: | Lee Mason |

|                               |           |  |
| Rooney 15’ (rig.) Scholes 68’ | Marcatori |  |

| Arbitro: | Phil Dowd |

|             |           |  |
| Maloney 50’ | Marcatori |  |

| Arbitro: | Mark Halsey |

|                                            |           |  |
| Rooney 7’ (rig.), 74’ Welbeck 43’ Nani 92’ | Marcatori |  |

| Arbitro: | Mike Jones |

|                                      |           |                                           |
| Rooney 41’, 69’ Welbeck 57’ Nani 60’ | Marcatori | Jelavic 33’, 83’ Fellaini 67’ Pienaar 85’ |

| Arbitro: | Andre Marriner |

|             |           |  |
| Kompany 46’ | Marcatori |  |

| Arbitro: | Chris Foy |

|                       |           |  |
| Scholes 28’ Young 41’ | Marcatori |  |

| Arbitro: | Howard Webb |

|  |           |            |
|  | Marcatori | Rooney 20’ |

### Football League Cup
| Arbitro: | Mike Jones |

|  |           |                         |
|  | Marcatori | 15’, 32’ Owen 45’ Giggs |

| Arbitro: | Peter Walton |

|  |           |                                    |
|  | Marcatori | 15’ Berbatov 41’ Owen 48’ Valencia |

| Arbitro: | Chris Foy |

|                    |           |                        |
| Macheda 68’ (rig.) | Marcatori | 64’ Ambrose 98’ Murray |

### UEFA Champions League

#### Fase a gironi
| Arbitro: | Damir Skomina |

|             |           |           |
| Cardozo 24’ | Marcatori | 42’ Giggs |

| Arbitro: | Paolo Tagliavento |

|                            |           |                                     |
| Welbeck 16’, 17’ Young 90’ | Marcatori | 61’, 76’ (rig.) A. Frei 58’ F. Frei |

| Arbitro: | Felix Brych |

|  |           |                                 |
|  | Marcatori | 64’ (rig.), 90+2’ (rig.) Rooney |

| Arbitro: | Marijo Strahonja |

|                        |           |  |
| Valencia 8’ Rooney 87’ | Marcatori |  |

| Arbitro: | Cüneyt Çakır |

|                           |           |                           |
| Berbatov 30’ Fletcher 59’ | Marcatori | 3’ (aut.) Jones 61’ Aimar |

| Arbitro: | Björn Kuipers |

|                         |           |           |
| Streller 9’ A. Frei 84’ | Marcatori | 89’ Jones |

### UEFA Europa League

#### Fase a eliminazione diretta
| Arbitro: | Gianluca Rocchi |

|  |           |                         |
|  | Marcatori | 59’ Young 85’ Hernández |

| Arbitro: | Damir Skomina |

|              |           |                              |
| Hernández 6’ | Marcatori | 37’ Özbiliz 87’ Alderweireld |

| Arbitro: | Florian Meyer |

|                          |           |                                        |
| Rooney 22’, 90+2’ (rig.) | Marcatori | 44’ Llorente 71’ de Marcos 90’ Muniain |

| Arbitro: | Cüneyt Çakır |

|                            |           |            |
| Llorente 23’ de Marcos 65’ | Marcatori | 80’ Rooney |

## Statistiche

### Statistiche di squadra
| Competizione        | Punti | In casa | In casa | In casa | In casa | In casa | In casa | In trasferta | In trasferta | In trasferta | In trasferta | In trasferta | In trasferta | Totale | Totale | Totale | Totale | Totale | Totale | DR  |
| Competizione        | Punti | G       | V       | N       | P       | Gf      | Gs      | G            | V            | N            | P            | Gf           | Gs           | G      | V      | N      | P      | Gf     | Gs     | DR  |
| ------------------- | ----- | ------- | ------- | ------- | ------- | ------- | ------- | ------------ | ------------ | ------------ | ------------ | ------------ | ------------ | ------ | ------ | ------ | ------ | ------ | ------ | --- |
| Premier League      | 89    | 19      | 15      | 2       | 2       | 52      | 19      | 19           | 13           | 3            | 3            | 37           | 14           | 38     | 28     | 5      | 5      | 89     | 33     | +56 |
| FA Cup              | -     | -       | -       | -       | -       | -       | -       | 2            | 1            | 0            | 1            | 4            | 4            | 2      | 1      | 0      | 1      | 4      | 4      | 0   |
| Football League Cup | -     | 1       | 0       | 0       | 1       | 1       | 2       | 2            | 2            | 0            | 0            | 6            | 0            | 3      | 2      | 0      | 1      | 7      | 2      | +5  |
| Community Shield    | -     | -       | -       | -       | -       | -       | -       | -            | -            | -            | -            | -            | -            | 1      | 1      | 0      | 0      | 3      | 2      | +1  |
| Champions League    | -     | 3       | 1       | 2       | 0       | 7       | 5       | 3            | 1            | 1            | 1            | 4            | 3            | 6      | 2      | 3      | 1      | 11     | 8      | +3  |
| Europa League       | -     | 2       | 0       | 0       | 2       | 3       | 5       | 2            | 1            | 0            | 1            | 3            | 2            | 4      | 1      | 0      | 3      | 6      | 7      | -1  |
| Totale              | -     | 25      | 16      | 4       | 5       | 63      | 31      | 28           | 18           | 4            | 6            | 54           | 23           | 54     | 35     | 8      | 11     | 120    | 56     |     |